# Johann Jakob Ihlée
Johann Jakob Ihlée (geboren am 8. Oktober 1762 in Elmarshausen in Hessen; gestorben am 11. Juli 1827 in Frankfurt am Main) war ein deutscher  Schriftsteller, Theaterleiter und Librettist.

## Leben
Ihlée war der Sohn eines Amtmanns. Durch den frühen Tod seines Vaters musste er die Schule abbrechen und in Kassel das Handwerk des Posamentierers erlernen. Von Kassel aus ging er auf Wanderschaft und erlebte teilweise schwierige Zeiten. Schließlich kam er in die Nähe Frankfurts, vermutlich nach Hanau, wo er in Kontakt mit dem Theater kam.
Er ließ sich in Frankfurt nieder, erwarb dort die Bürgerschaft und heiratete 1793 die Posamentiermeisterstochter Anna Magdalena Petsch. Die Meisterprüfung als Posemantierer hatte er kurz zuvor noch abgelegt, würde aber in diesem Beruf kaum mehr tätig sein.
Zu diesem Zeitpunkt war er nämlich schon eineinhalb Jahre Mitarbeiter des 1792 gegründeten Frankfurter Nationaltheaters. Er arbeitete dort in den verschiedensten Stellungen, zuerst als Souffleur, dann als Kassierer, Sekretär und Librettist. Von 1805 bis 1813 betrieb er zusammen mit dem Musikdirektor Carl Joseph Schmitt das Theater, das zu jener Zeit an eine Aktiengesellschaft konzessioniert war, auf eigene Rechnung und brachte es sowohl zu künstlerischer Blüte als auch zu wirtschaftlichem Erfolg. Dieser Erfolg veranlasste die Aktionäre, die Führung wieder selbst zu übernehmen, die erfreulichen Ergebnisse wollten sich jedoch nicht weiterhin einstellen. Bis zu seinem Tod im Alter von 64 Jahren blieb Ihlée der künstlerische Leiter des Theaters.
Ihlée ist theatergeschichtlich bedeutend durch seine zahlreichen Übersetzungen und freien Bearbeitungen französischer und italienischer Werke sowie einige eigene Arbeiten, wodurch Ihlée im süddeutschen Raum ähnlich beispielgebend war wie  Karl Alexander Herklots im Norden.
Sein Tagebuch von der Einnahme Frankfurts durch die Neufranken bis zur Wiedereroberung von der combinirten Armee (1793) ist als Quellentext heute noch von Interesse, seinem durch übersteigerten Patriotismus motivierten Franzosenhass konnte jedoch schon der Autor des ADB-Artikels 1905 nicht mehr folgen.
Außerdem veröffentlichte er, von Johann Wilhelm Ludwig Gleim ermuntert und gefördert, zwei Gedichtbände (1789 und 1791). Er war Freimaurer, Bruder Redner der Frankfurter „Loge Zur Einigkeit“ und veröffentlichte als solcher Freimaurerreden und Logenlieder.
Eine für 1828 angekündigte Ausgabe hinterlassener Werke in drei Bänden (Gedichte, Dramaturgisches, Freimaurerreden) ist offenbar nie erschienen.

## Werke
Bei den bibliographischen Angaben zu den Bühnenwerken, Übersetzungen und Bearbeitungen von Opern und Singspielen ist zu berücksichtigen, dass durch die zahlreichen Nach- und Bühnendrucke in der damaligen Zeit im Allgemeinen nicht gesichert sein kann, dass die angegebene Ausgabe die früheste ist. Häufig gibt es auch ungefähr gleichzeitige Ausgaben mit leicht abweichenden Titeln.
- Gedichte. Mit Vorwort von Alois Wilhelm Schreiber. Frankfurt 1789, Digitalisat.
- Joseph der Zweite in der Geisterwelt. Eine dramatische Phantasie mit Gesang. Frankfurt 1790, Digitalisat.
- Kriegs-Lieder für Josephs Heere. Frankfurt 1790, Digitalisat.
- Neue Gedichte. Frankfurt 1791, Digitalisat.
- Epilog gesprochen von Herrn Prandt nach dem Schauspiel, Otto der Schütz, Prinz von Hessen, welches zur Jahresfeyer der Befreyung Frankfurts durch die Deutschen, am 2ten December 1793 aufgeführet wurde. Frankfurt 1793.
- Tagebuch von der Einnahme Frankfurts durch die Neufranken bis zur Wiedereroberung von der combinirten Armee, in Briefen abgefaßt. Nebst allen Manifesten und Edikten der französischen Generale sowohl als auch eines Hochedeln Magistrats. Als ein Denkmahl des Frankfurter Patriotismus allen biedern Teutschen gewidmet. Frankfurt 1793, Digitalisat.
- Rede zur Feier der Anwesenheit Sr. Excellenz des K. u. K. Reichs General-Feldmarschall Herrn Grafen Clairfait. Gesprochen im Theater zu Frankfurt a. M. von Herrn Prandt. 1796.
- Sechs Maurer-Reden, gehalten in der gerechten und vollkommnen [Loge] zur Einigkeit im Orient zu Frankfurt am Main. Frankfurt 5809 [= 1809].
- Audiatur et altera pars. Zur gerechten Würdigung der von dem Schauspieler Friederich Werdy vertheilten Schmähschrift, betitelt: Unser Abschied etc. Frankfurt 1817.

Herausgabe
- Maurerische Gesänge für die Logen des eklektischen Bundes zur Einigkeit und Sokrates zur Standhaftigkeit im Oriente der freien Stadt Frankfurt. Frankfurt am Main 5823 [= 1823].

Bühnenwerke
- Die Weinlese, in drey Aufzügen. Singspiel. Auch: Das Fest der Winzer oder Wer führt die Braut nach Haus? Musik von Friedrich Ludwig Æmilius Kunzen. Hamburg 1795, Digitalisat.
- Die patriotische Familie. Eine häusliche Scene aus den ersten Tagen des Februars 1814. Frankfurt 1814.
- Zemire und Azor. Romantische Oper in zwey Aufzügen. Musik von Louis Spohr. Hamburg 1821, Frankfurt 1825, Digitalisat.

Übersetzungen und Bearbeitungen
- Camilla. Oper in drey Aufzügen. Musik von Ferdinando Paër, Text (Camilla, ossia Il sotterraneo) von Giuseppe Carpani. Frankfurt 1799, Düsseldorf 1804, Digitalisat.
- Der Arrestant. Komische Oper in einem Aufzuge. Musik von Dominique Della-Maria. Text (Le prisonnier) von Alexandre-Vincent Pineux Duval. Frankfurt 1800.
- Die beyden Gefangenen. Adolph und Clara. Ein Singspiel in einem Aufzuge. Musik von Ferdinand Fränzl. Text (Les deux Prisonniers) von Benoît-Joseph Marsollier des Vivetières. Frankfurt 1800, Digitalisat.
- Orpheus. Eine theatralische Handlung in einem Aufzuge. Musik von Carl Cannabich. Text (Orfeo) von Friedrich Lombardi Bianchi. Frankfurt 1800, Digitalisat.
- Der Schein-Todte. Oper in zwey Aufzügen. Musik von Ferdinando Paër. Text von Carlo Prospero Defranceschi. Frankfurt 1800, Digitalisat.
- Caesar in Farmacusa. Heroisch-komische Oper in 3 Aufzügen. Musik von Antonio Salieri. Text (Cesare in Farmacusa von Carlo Prospero Defranceschi). Aufführung Frankfurt 25. Mai 1801. Textbuch Wien 1801, 1808, Digitalisat.
- Graf Armand, oder Die zwei gefahrvollen Tage. Singspiel in 3 Aufzügen. Musik von Luigi Cherubini. Text (Les deux journées) von Jean Nicolas Bouilly. Aufführung Frankfurt 5. Juli 1801.
- Palmira, Prinzessin von Persien, eine heroisch-komische Oper in zwey Akten. Musik von  Antonio Salieri, Text (Palmira, regina di Persia) von Giovanni De Gamerra. Frankfurt 1801, Digitalisat.
- Dies Haus ist zu verkaufen. Singspiel. Musik von Nicolas Dalayrac. Text (Maison à vendre) von Alexandre Duval. Aufführung Frankfurt 11. Februar 1802. Frankfurt 1802, Digitalisat.
- Griselda. Oper in zwei Aufzügen.  Musik von Ferdinando Paër. Text (Griselda o sia la virtù posta al cimento) von Angelo Anelli. Aufführung Frankfurt 23. August 1802.
- Die Überraschungen. Aus dem Französischen. Die Musik ist von mehreren Comositeurs. Operette in einem Aufzug. Aufführung Frankfurt 22. Juli 1802. Frankfurt 1802, Digitalisat.
- Einer verdrängt den Andern. Ein Singspiel in zwey Aufzügen. Musik von Nicolas Isouard. Text (Les Confidences) von Antoine-Gabriel Jars. Aufführung Frankfurt 15. Juli 1804. Frankfurt 1804, Digitalisat.
- Leon oder das Schloß von Montenero. Auch: Das Schloß von Montenero. Ein Singspiel in drey Aufzügen. Musik von  Nicolas Dalayrac, Text (Léon ou Le Château de Monténéro) von François-Benoît Hoffman. Frankfurt 1801, München 1803, Digitalisat. Aufgeführt auf dem k. k. privaten Theater an der Wien 1804.
- List und Liebe. Ein Singspiel. Musik von Étienne-Nicolas Méhul, Text (Une folie) von Jean Nicolas Bouilly. Frankfurt 1804, Digitalisat.
- Sargines oder Der Zögling der Liebe. Ein Singspiel in zwey Aufzuegen. Musik von Ferdinando Paër. Text (Sargino ossia L'allievo dell'amore) von Giuseppe Maria Foppa. Frankfurt 1804.
- Gulistan, oder Der Hulla von Samarkand. Oper in drei Aufzügen. Musik von Nicolas Dalayrac. Text (Gulistan ou Le Hulla de Samarcande) von Ange-Etienne-Xavier Poisson de la Chabeaussière. Frankfurt 1806.
- Die Dorfsängerinnen. Komische Oper in zwei Aufzügen. Musik von Valentino Fioravanti. Text (Le cantatrici villane) von Giuseppe Palomba. Dresden 1820.
- Die wandernden Komödianten. Komische Oper in zwei Acten. Musik von Valentino Fioravanti. Text (I virtuosi ambulanti) von Luigi Balocchi. Aufgeführt Theater an der Wien 31. Januar 1822. München ca. 1820–1822.
- Der Miethsmann. Komische Oper in einem Aufzug. Nach dem Französischen. Musik von Joseph Kinsky. Aufgeführt Wien,  13. Dezember 1822.